# Еџвуд (Ајова)
Еџвуд (енгл. Edgewood) град је у америчкој савезној држави Ајова. По попису становништва из 2010. у њему је живело 864 становника.

## Демографија
Према попису становништва из 2010. у граду је живело 864 становника, што је -59 (-6.4%) становника више него 2000. године.
| Група             | 2000.       | 2010.       |
| Белци             | 915 (99,1%) | 850 (98,4%) |
| Афроамериканци    | 0 (0,0%)    | 0 (0,0%)    |
| Азијати           | 0 (0,0%)    | 0 (0,0%)    |
| Хиспаноамериканци | 7 (0,8%)    | 6 (0,7%)    |
| Укупно            | 923         | 864         |